# 天津市人民政府法制办公室
天津市人民政府法制办公室是中华人民共和国天津市人民政府主管法制工作的规划管理，编制市政府推进依法行政工作的规划、方案并组织实施工作的直属机构。

## 直属（下属）部门
- 综合处
- 经济法规处
- 社会法规处
- 城建法规处
- 行政执法监督处
- 复议应诉指导一处
- 复议应诉指导二处
- 审核备案处[1]

## 下属单位
- 天津市行政法制研究所[2]